# Melchior Schramm
Melchior Schramm (* vor 1553 in Münsterberg, Herzogtum Münsterberg; † 6. September 1619 in Offenburg, Schwäbischer Reichskreis) war ein deutscher Organist und Komponist.

## Leben
Schramm, der als Kind nach Prag gekommen war, wurde 1553 Singknabe in der Hofkapelle von Erzherzog Ferdinand von Tirol. Mit dessen Hof kam er nach Innsbruck, wo er in Ferdinands neugegründeter Knabensingschule ausgebildet wurde.
Von 1569 bis 1571 wurde er vom Innsbrucker Hoforganisten Servatius Rorif unterrichtet, danach war er für zwei Jahre Organist an der neuerrichteten Stiftskirche des Damenstifts in Hall. 
Im Jahr 1574 wurde Schramm als Organist und Hofkapellmeister an den Hof Hohenzollern-Sigmaringen berufen, wo er an dem jungen Hof unter Graf Karl II. von Hohenzollern-Sigmaringen die Hofkapelle neu aufbaute und leitete. 
Die Leitung der Hofkapelle gab er wohl um 1596 an Narcissus Zängel, einen Schüler Orlando di Lassos, ab und versah in der Folge die Aufgaben eines Hoforganisten. Im Jahr 1605 wurde er als Stadtorganist in die Freie Reichsstadt Offenburg in Baden berufen. Hier lebte er bis zu seinem Tod im Jahr 1619.

## Werke
- Sacrae Cantiones quinque et sex vocum, Nürnberg 1576/1577, Neuausgabe Verlag C. Hofius, Ammerbuch 2015, ISMN 979-0-50248-112-4 (Suche im DNB-Portal)
- Neuwe außerlesene Teutsche Gesäng, Frankfurt am Main 1579, Neuausgabe Verlag C. Hofius, Ammerbuch 2015, ISMN 979-0-50248-111-7 (Suche im DNB-Portal)
- Maria schon aus Himmels Thron, in: Bernhard Klingenstein (Hrsg.): Rosetum Marianum, Dillingen 1604, Neuausgabe in: Verlag C. Hofius, Ammerbuch 2016, ISMN 979-0-50248-126-1 (Suche im DNB-Portal)
- Cantiones Selectae, quas vulgo motectas appelant, quinis, senis, et octonis vocibus, Frankfurt 1606, Neuausgabe Verlag C. Hofius, Ammerbuch 2016, ISMN 979-0-50248-126-1 (Suche im DNB-Portal)